# Barawucha
Barawucha (belaruss. Баравуха, russ. Боровуха) ist eine städtische Ansiedlung in Belarus, etwa 10 km nordwestlich von Polozk, unweit der Düna gelegen.
Mit Nowopolozk bildet der Ort jetzt eine Verwaltungseinheit.
1812 wird der Ort erstmals genannt, 1866, bei der Errichtung der Eisenbahnverbindung Witebsk – Polozk, erhält der Ort eine Bahnstation. Während der 1930er Jahre bekommt Barawucha durch kasernenartige Bauten den Charakter einer städtischen Siedlung. 1941 fällt Barawucha, nach schweren Kämpfen, in deutsche Hand. Der kasernenartige Komplex (StaLag 354 bezeichnet) wird u. a. genutzt als Kriegsgefangenenlager für sowjetischen Soldaten, vom Herbst 1942 bis Frühjahr 1943 zunächst als Unterkunft für aus dem Frontbereich hierher zusammengezogene RAD-Abteilungen, deren Mannschaften, alles Angehörige des Jahrganges 1924, den Grundstock des neu aufgestellten Infanterie-Feldausbildungsregiments 719 bildeten.
Vor der Rückeroberung 1944 wurde der Kasernenkomplex zerstört.
In der Nachkriegszeit sind im wiederaufgebauten Komplex zwei sowjetische Luftwaffen-Regimenter untergebracht gewesen, die 1968 in der Tschechoslowakei und ab 1979 in Afghanistan eingesetzt worden waren. Für diese Luftwaffeneinheiten wurde ein Flugplatz angelegt.